# Шмелёв, Вадим Викторович
Вадим Викторович Шмелёв (род. 30 августа 1967, Алексин, Тульская область, РСФСР, СССР ) — российский кинорежиссёр, сценарист и продюсер.

## Биография
Вадим Шмелёв родился 30 августа 1967 года в городе Алексин Тульской области. Мать — Валентина Григорьевна Шмелёва, учитель, отец — Виктор Шмелёв, парторг оборонного завода.
В 1984 году Вадим окончил алексинскую среднюю школу № 3. В 1989 году — Тульский педагогический институт, физико-математический факультет.
С 1992 по 1996 год учился в Ленинградском государственном институте театра музыки и кино (ЛГИТМиК) (специальность — режиссёр драмы).
В 1996—1998 годах руководил отделом рекламы на радио «Европа Плюс Санкт-Петербург». Затем был креативным директором рекламного агентства «Y-Медиа».
В 2002 году — впервые выступил в качестве режиссёра, сняв телесериал «Простые истины». В 2006 году снял успешный боевик «Обратный отсчёт». Следующий фильм Вадима Шмелёва, крупномасштабный «Код Апокалипсиса» провалился в прокате, но был отмечен премией ФСБ за лучшие произведения литературы и искусства.
В 2007 году Вадим Шмелёв создал студию «Анкор», занимающуюся продюсированием и производством полнометражных художественных фильмов, телевизионных сериалов, документальных телефильмов и музыкальных видеоклипов. Первым проектом студии стал телесериал «Синие ночи» (2008 год). В некоторых продюсерских проектах Вадим Шмелёв выступает и как режиссёр (фильм «С. С. Д.», телесериалы «Дикий», «Лектор»).

## Семья
Жена (вторая) — Карина Алексеевна Шмелёва (Мындровская). 
Дети — Станислав Шмелёв (1988 г.р.) - актёр и кинорежиссёр, Мария (2005 г.р.), Роман (2007 г.р.), Вера (2011 г.р.), Варвара (2015 г.р.), Александра (2017 г.р.).

## Фильмография

### Режиссёр
- 1999 — 2003 — Простые истины (совместно с Ю. Беленьким)
- 2002 — Театральная академия
- 2003 — Ундина
- 2004 — Игра на выбывание
- 2004 — Новый год отменяется!
- 2006 — Обратный отсчёт
- 2007 — Код Апокалипсиса
- 2008 — С. С. Д.
- 2009 — Дикий
- 2011 — Лектор
- 2020 — Подольские курсанты

### Сценарист
- 1999 — 2003 — Простые истины
- 2002 — Театральная академия
- 2004 — Игра на выбывание
- 2006 — Обратный отсчёт
- 2007 — Код Апокалипсиса
- 2008 — Синие ночи
- 2008 — С. С. Д.
- 2020 — Подольские курсанты

### Продюсер
- 2009 — Дикий
- 2010 — Путь к себе
- 2010 — Допустимые жертвы
- 2010 — Дальше — любовь
- 2010 — Крыса
- 2011 — Нелюбимый
- 2011 — Чёрная метка
- 2011 — Только ты
- 2011 — Обет молчания
- 2011 — Лектор
- 2011 — Поцелуй судьбы
- 2011 — Белая ворона
- 2012 — Самозванка
- 2012 — Молодожёны
- 2012 — Повезёт в любви
- 2012 — Пасечник
- 2012 — Непутёвая невестка
- 2013 — Пропавший без вести
- 2014 — Медвежья хватка
- 2015 — Барсы
- 2015 — Не пара
- 2015 — Провокатор

## Награды
- Премия ФСБ России (номинация «Кино- и телефильмы», 2006) — за фильм «Обратный отсчёт».
- Премия ФСБ России (номинация «Кино- и телефильмы», 2007) — за фильм «Код Апокалипсиса»[4].
- Российская кинопремия в жанре ужасов «Капля» (2012) — специальная премия за российский вклад в развитие жанра хоррор (фильм «С. С. Д.»)[8].
- Российская военно-историческая драма "Подольские курсанты" удостоилась 15 наград на двух зарубежных фестивалях (2021). Жюри Prague Independent Film Festival отметило картину Гран-при, а на смотре в Венесуэле Five Continents International Film Festival ее назвали лучшим художественным фильмом.
- Российская военно-историческая драма "Подольские курсанты" удостоилась звания "Лучший иностранный фильм" на Международном кинофестивале Crystal Palace International Film Festival (CPIFF) в Лондоне (2021).
- Российская картина "Подольские курсанты" признана лучшим иностранным фильмом на фестивале в Сан-Диего (2021).
- Награда за фильм «Подольские курсанты». Вадим Шмелев стал лауреатом III степени в номинации «За вклад в укрепление межнационального мира и согласия» в рамках Всероссийской общественной премии «Гордость нации - 2022», приуроченной ко Дню народного единства⁣⁣. Награда вручена Председателем «Ассамблеи народов России», Руководителем фракции «Единая Россия» в Госдуме РФ, председателем оргкомитета Владимиром Васильевым.